# Возњица
Возњица (слч. Voznica) насељено је мјесто са административним статусом сеоске општине (слч. obec) у округу Жарновица, у Банскобистричком крају, Словачка Република.

## Становништво
| Година:    | 1994. | 2004.   | 2014.   | 2024.   |
| ---------- | ----- | ------- | ------- | ------- |
| Број људи: | 620   | 653     | 650     | 640     |
| Разлика:   |       | +5,32 % | -0,45 % | -1,53 % |

| Година:    | 2023. | 2024. |
| ---------- | ----- | ----- |
| Број људи: | 640   | 640   |
| Разлика:   |       | +0 %  |

Према подацима о броју становника из 2011. године насеље је имало 670 становника.